# Neriunaq
Neriunaq è un villaggio della Groenlandia di 7 abitanti (gennaio 2006). Si trova a 64°28'N 50°19'O; appartiene al comune di Sermersooq.